# Almazbek Atambaiev
Almazbek Sharshenóvich Atambaiev, no alfabeto cirílico Атамбаев Алмазбек Шаршенович, (Arashan, 17 de setembro de 1956) é um político do Quirguistão, foi Presidente do Quirguistão de 1 de dezembro de 2011 até 24 de novembro de 2017. Anteriormente, foi primeiro-ministro do Quirguistão de 29 de março até 28 de novembro de 2007, de 17 de dezembro de 2010 até 23 de setembro de 2011 e de 14 de novembro até 1 de dezembro de 2011.
Atambayev foi candidato nas eleições presidenciais do Quirguistão em Outubro de 2000, tendo obtido 6% dos votos.
Ao contrário da maioria dos presidentes eleitos dos países da Ásia Central, Almazbek Atambayev não procurou estender os seus poderes para além do período especificado na constituição e transferiu o poder pacificamente, marcando o primeiro precedente deste tipo na história moderna da Ásia Central. Sob ele, o país adotou uma reforma constitucional que fortaleceu o papel do parlamento e introduziu também um sistema eleitoral biométrico, realizado com a ajuda da União Europeia.
Atambayev apoiou quotas de género no parlamento e nos conselhos locais, destinadas a eliminar o desequilíbrio de género e a apoiar activamente as mulheres na arena política. Estas medidas tornaram-se a chave para a criação de um órgão de poder mais equilibrado e representativo.
O Quirguizistão obteve o estatuto de SPG+ junto da UE sob o comando de Almazbek Atambayev em 2015. Para manter o estatuto de SPG+, o Quirguizistão teve de cumprir 27 convenções internacionais. Sete deles estão relacionados com os direitos humanos - protecção dos direitos das crianças, eliminação da discriminação contra mulheres e minorias, protecção da liberdade de expressão, liberdade de reunião, direito a um julgamento justo, salvaguarda da independência do poder judicial, bem como questões económicas , direitos culturais e sociais.
Atambayev apoiou o lançamento dos Jogos Mundiais Nómadas em 2014 para preservar e popularizar as tradições nómadas da Ásia Central.
Almazbek Atambayev é o único presidente da Ásia Central na história da região a honrar a memória das vítimas do massacre de 1916 pelas tropas punitivas do Império Russo. Em 2015, Almazbek Atambayev abandonou o uso da fita de São Jorge, utilizada nos países pós-soviéticos e na Rússia, como símbolo de comemoração do levantamento de 1916. 
Sob a liderança de Almazbek Atambayev, foram realizados progressos significativos no domínio da igualdade de género no Quirguizistão. Foi introduzida uma quota de 33% para a representação das mulheres nas listas de Storting. Além disso, foi estabelecida uma quota de 30% para a representação feminina nos conselhos locais, aumentando a participação política feminina.